# Nouvelle Vague
A Nouvelle Vague egy francia együttes, Marc Collin és Olivier Libaux vezetésével. A zenekar neve szójáték, melynek jelentése franciául „újhullám”, és „bossa nova” azaz új irányzat portugál nyelven. Ez egyszerre utal francia mivoltukra és a művészetükre, a dalaik forrására és a hangzásvilágukat jellemző bossa nova elemekre.

## 2004: Nouvelle Vague
Első albumán a zenekar visszanyúlt az újhullámos klasszikusokhoz, hogy újraértelmezze azokat a saját, bossa nova-nézőpontjából.
A számoknak gyakorlatilag csak az akusztikus alapjai maradtak meg, kiváló énekhangokkal párosítva a világ minden tájáról.
Az eredeti előadók az XTC, Modern English, The Clash, Joy Division, Tuxedomoon, The Undertones.

## 2006: Bande à Part
A Nouvelle Vague második albuma, az előző albumhoz hasonlóan feldolgozásokat tartalmaz a Buzzcocks-tól, New Order-től, Echo & the
Bunnymen-től, a Yazoo-tól és a Blondie-tól.

## 2009: 3
A 3 tulajdonképpen egy duettlemez, amelyen többek között Martin Gore énekel együtt a Nouvelle Vague-énekes Melanie Pain-nel,
de hallható rajta Ian McCulloch és Pain "All my colours" duettje is, valamint több hasonlóan elismert művész dala.
Szeptemberben a zenekar turnéra indult, ami 2010. február 20-án ért véget Washingtonban. A turné énekesei Helena Noguerra és
Karina Zeviani voltak.

## 2010: The Best of
A válogatás július 12-én jelent meg két verzióban. Az egyik egy 50 számot tartalmazó CD, a másik egy két CD-s összeállítás,
benne az előbb említett CD-vel és egy második lemezzel, rajta ritka és korábban meg nem jelentetett felvételekkel.

## Diszkográfia
- Nouvelle Vague (2004, Peacefrog Records)
- Bande à Part (2006, Peacefrog Records)
- Aula Magna (2008)
- 3 (2009 Peacefrog Records)
- The Best of (2010, Peacefrog Records)
- The Singers (2011)

## Fordítás
Ez a szócikk részben vagy egészben  a   Nouvelle Vague (band)  című angol Wikipédia-szócikk fordításán alapul.  Az eredeti cikk szerkesztőit annak laptörténete sorolja fel. Ez a jelzés csupán a megfogalmazás eredetét és a szerzői jogokat jelzi, nem szolgál a cikkben szereplő információk forrásmegjelöléseként.